# Apel·lació a la llàstima
L'apel·lació a la llàstima (també anomenada argumentum ad misericordiam) és una fal·làcia lògica en què l'argumentador intenta convèncer l'oient aprofitant els seus sentiments de pena o de culpabilitat. És un tipus concret d'Apel·lació a l'emoció. Uns exemples serien:
- "Espero que no condemnis aquesta persona. És diabètica i va amb cadira de rodes".
- "Espero que acceptis la meva proposta. M'he passat mitja vida fent-la i no sé què faria si no prosperés"

En aquests casos queda clar que ni que la persona sigui diabètica i vagi en cadira de rodes ni que s'hagi passat mitja vida fent el projecte no són arguments que defensin la frase inicial.